# Station Szczecin Drzetowo
Station Szczecin Drzetowo was een spoorwegstation in de Poolse plaats Szczecin in stadsdeel Niebuszewo. Het station werd geopend in 1898 en is in 2002 gesloten.

## Spoorlijnen
Szczecin Główny · Szczecin Pomorzany · Szczecin Turzyn · Szczecin Pogodno · Szczecin Łękno · Szczecin Niebuszewo · Szczecin Drzetowo · Szczecin Żelechowo · Szczecin Golęcino · Szczecin Gocław · Szczecin Glinki · Szczecin Skolwin · Szczecin Mścięcino · Police · Police Zakład · Jasienica · Dębostrów · Niekłończyca Uniemyśl · Trzebież Szczeciński